# سی‌سی‌جی‌اس دلبرویل
سی‌سی‌جی‌اس دلبرویل (به انگلیسی: CCGS D'Iberville) یک کشتی بود که طول آن ۳۱۰ فوت (۹۴ متر) بود. این کشتی در سال ۱۹۵۲ ساخته شد.